# Acanthodoras spinosissimus
Acanthodoras spinosissimus är en fiskart som först beskrevs av Eigenmann och Eigenmann, 1888.  Acanthodoras spinosissimus ingår i släktet Acanthodoras och familjen Doradidae. Inga underarter finns listade i Catalogue of Life.